# Линия 1 (Мадридский метрополитен)
Линия 1 (исп. Linea 1) — линия Мадридского метрополитена обозначаемая на карте голубым цветом. Открыта 17 октября 1919, длина линии 23,9 км и на ней располагается 33 станции.

## История

### 1919—1929

Карта первого участка в 1919 году

Мадридский метрополитен в 1920-х годах

Первую линию метро не только Мадрида, но и Испании открыли 17 октября 1919 с 8 станциями, длина линии — 3,5 км. На открытии линии присутствовал король Испании Альфонсо XIII. Линия начиналась от станции Куатро Каминос, проходила под улицами Санта Энграсия, Лучана, Фуенкаррал и Монтера до станции Соль где находится самая известная площадь города «Пуэрто де соль».
26 декабря 1921 линия была продлена на 3 станции на юг от станции Соль до станции Аточа. Третий участок был открыт 8 мая 1923 линия был продлена дальше на юг до станции Пуэнте де Вальекас, было открыто 4 новых станции. Следующий участок был продлён на 3 станции на север до станции Тетуан, открытие четвёртого участка состоялась 6 марта 1929.
С этого момента новые станции на линии не открывали аж до 1961 года.

### 1960-е годы
Пятый участок первой линии (Тетуан — Пласа де Кастилья) был открыт 1 февраля 1961, были построены две новые станции на север. Шестой участок был открыт 2 июля 1962 и продлён на юг, были построены две станции.
Также 22 мая 1966 была закрыта станция Чамбери (на данный момент единственная закрытая станция). Эта станция был закрыта из-за того, что до ближайшей станции Иглесия всего 200 метров.

### 1986—1999
Седьмой участок первой линии был открыт 7 апреля 1994 и продлён на 2 км на юг, были построены 3 станции на участке Портасго — Мигель Эрнандес. Далее линия была продлена на юг 3 марта 1999 до станции Конгосто.

### 2004—2007
11 апреля 2007 от станции Пуэнте де Валлекас линия была продлена до сегодняшней северной конечной первой линии — Пинар де Чамартин, длина нового участка — 5,3 км, было построено 3 станции, строительство участка обошлось в 433 млн евро.
16 мая того же года линия была продлена на 3 станции на юг до сегодняшней южней станции Вальдекаррос.

## Пересадки

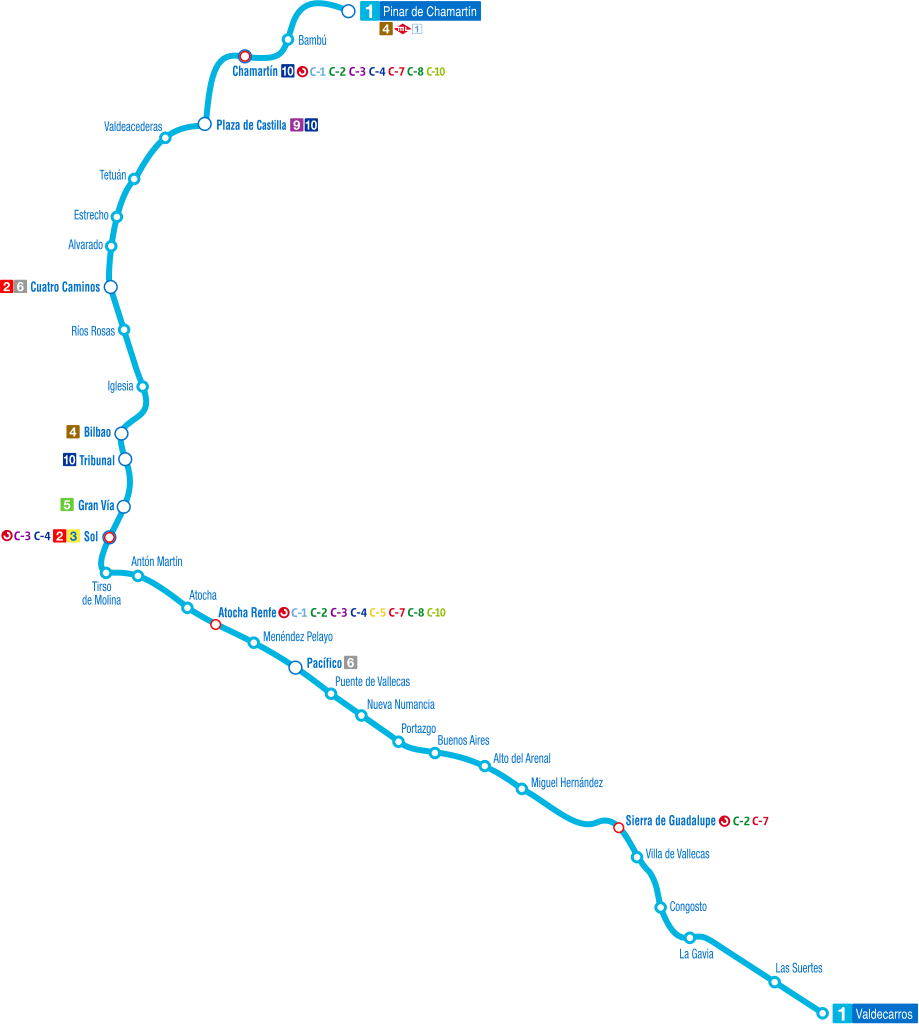
Карта первой линии

- С линией 2 на станциях — Куатро-Каминос и Соль,
- С линией 3 на станции — Водафоне соль,
- С линией 4 на станциях — Бильбао и Пинар де Чамартин,
- С линией 5 на станции — Гран Виа,
- С линией 6 (кольцевой) на станциях — Куатро Каминос и Пасифико,
- С линией 9 на станции — Пласа де Кастилья,
- С линией 10 на станциях — Чамартин, Пласа де Кастилья и Трибуналь,
- С первой линией лёгкого метро на станции — Пинар де Чамартин.

## Перспектива
- Линию продлят от текущей северной конечной на восток до аэропорта Барахас.